# 大爱无声
《大爱无声》是中国大陆的一部都市剧，2011年5月首播。原著是輕部潤子的漫画《你的手在轻轻述说》(心言手語)
。该剧关注聋哑人的生活经历，由洪丹强导演，迟帅、傅晶主演，张海迪担任总顾问。剧中有大量手语对白。剧中女主人公柳丝语是聋哑人，大学毕业后结实了企业家杨文军，其后生下女儿杨柳。后来杨文军发现自己患了脑瘤，毅然决定做了手术。